# Друенто
Друѐнто (на италиански: Druento; на пиемонтски: Druent, Друент) е малък град и община в Метрополен град Торино, регион Пиемонт, Северна Италия. Разположен е на 285 m надморска височина. Към 1 януари 2020 г. населението на общината е 8914 души, от които 619 са чужди граждани.